# إدارة ذاتية (معلوماتية)
في علم الحاسوب، يُعتبر الإدارة الذاتية (بالإنجليزية: Self-management)‏ مفهومًا يتعلق بكيفية تصميم وتطوير الأنظمة والبرمجيات بحيث تتمكن من إدارة وتنظيم نفسها بشكلٍ أوتوماتيكي وديناميكي. هذا المفهوم يستند إلى مبادئ الحوسبة الذاتية (Autonomic Computing)، التي تهدف إلى جعل الأنظمة الحاسوبية قادرة على التكيف والتطور بمرور الوقت دون تدخل بشري مستمر.
تتضمن الإدارة الذاتية مجموعة من الأهداف الرئيسية، مثل:
- التكوين الذاتي: تعديل الأنظمة والبرمجيات تلقائيًا لتلبية متطلبات المستخدمين والبيئة المحيطة، دون الحاجة إلى تدخل بشري.
- الشفاء الذاتي: اكتشاف وتشخيص المشكلات والأعطال بشكل تلقائي واتخاذ إجراءات لإصلاحها أو تجنبها.[3]
- التحسين الذاتي: تحسين أداء الأنظمة والبرمجيات عن طريق تعلم الخوارزميات والتكيف مع البيئة المتغيرة.
- الحماية الذاتية: تحديد ومنع التهديدات الأمنية وحماية الموارد المتاحة من التعرض للخطر.

في تطبيقات الإدارة الذاتية، يتم استخدام مجموعة من التقنيات والمفاهيم، مثل الشبكات العصبية الاصطناعية، والتعلم الآلي، والتعلم العميق، والحوسبة الموزعة. يُمكن أن تكون هذه التطبيقات مفيدة للغاية في العديد من السياقات، مثل إدارة الشبكات والنظم الكبيرة والمعقدة، وتوفير خدمات ذكية ومتكاملة للمستخدمين.